# Ynglingasaga

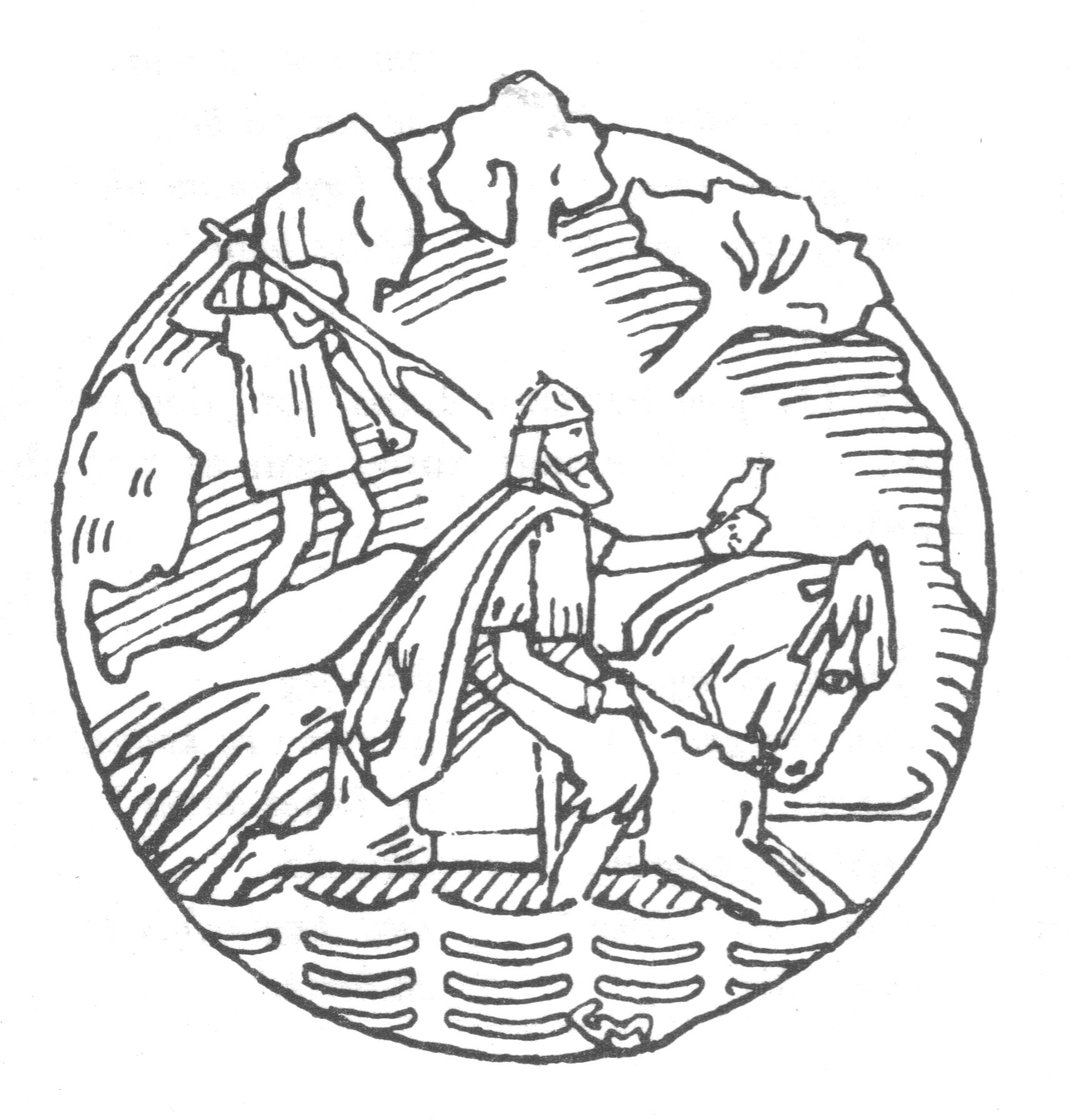
Ynglinga saga. Il·lustració de Gerhard Munthe

La Ynglingasaga és una saga, redactada originalment en norrè occidental antic i compilada pel polític islandès, terratinent, poeta i historiador Snorri Sturluson vers el 1225. És la primera secció de la seva Heimskringla. Va ser traduïda per primera vegada a l'anglès i publicada el 1844 per Samuel Laing. Al català no s'ha traduït fins ara ni la Ynglingasaga ni cap altra llibre constituent de la Heimskringla.
S'ignora totalment quina fou la participació real de l'Snorri en el redactat final d'aquesta obra, entre les fonts de la qual podem esmentar l'anterior Ynglingatal, atribuït a l'escalda noruec del segle novè Þjóðólfr de Hvinir i que també apareix a la "Historia Norwegiæ", així com el Háleygjatal, un poema genealògic de l'escalda noruec Eyvindr skáldaspillir sobre el iarl del Hálogaland, l'actual Helgeland, Hákon ríki que ressegueix els orígens d'aquest fins al fundador del seu llinatge, el déu Odin. També beu de l'obra intitulada „Af Upplendinga konungum“, un text breu conservat a la Hauksbók que conté una genealogia reial que va del rei Óláfr trételgja fins a l'Óláfr Geirstaðaálfr. La Història dels inglings conta la part més antiga de la història del Llinatge dels Ynglings (Scylfings al Beowulf) i descriu com els reis de Noruega estaven entroncats amb la Casa Reial de Suècia.
La Ynglingasaga és la primera part de la història de l'Snorri dels antics reis suecs i noruecs, la Heimskringla. L'obra de l'Snorri, que s'ha de veure com el compilador o potser com el redactor final de l'obra, cobreix la història dels reis noruecs des dels temps mítics fins a l'any 1177, amb la mort del pretendent Eystein Meyla. S'entrellacen en aquest relat una sèrie de referències a esdeveniments històrics importants.
La història comença amb l'arribada dels déus norrens a Escandinàvia -que són designats indirectament com a tals, ja que l'Snorri els designa amb un irlandesisme, díar, evitant de designar-los amb mots com ara goð o guð- i com el déu Freyr (també Yngvi, i Yngvi-Freyr) va fundar la dinastia sueca dels inglings o Ynglingar a Uppsala. A continuació, la història ressegueix la línia dels reis suecs fins a l'[[Ingjald Malrei]] (Ingjaldr illráði), els descendents del qual es van establir a Noruega i es van convertir en els avantpassats del rei noruec Harald I.
Cal dir que l'Snorri sotmet, en un intent poc reeixit- els antics déus norrens a un procés d'euhemerització, és a dir, els reinterpreta com a homes, no pas com a déus.
En el capítol segon de l'obra es descriu que Ásgarðr és la capital d'Ásaland o Ásaheimr, un país d'Àsia situat a l'est de la Tanakvísl, el delta del Don, encara que l'Snorri l'entengui com a denominació de tot el riu, en afirmar que el nom del riu és Tànaïs (el riu Don) que flueix al mar Negre "frá fjöllum þeim er fyrir utan eru byggð alla" ‘des de les muntanyes que hi ha lluny de tota contrada habitata’. Segons ell, aquest riu divideix "la Gran Suècia" o "la Suècia freda", la designació habitual medieval per als territoris eslaus situats a l'est de l'actual Suècia.
Els braços del riu que constituïen el seu delta i que l'Snorri designa, en plural, amb el nom de Vanakvíslar, era habitat pels Vanir o vanis: el Vanaland o Vanaheimr o país dels vanis, nom d'un segon llinatge diví que l'Snorri, en el capítol quart, també qualifica de díar.

## Sinopsi
Odin era el cap o höfðingi de l'Asgard, des d'on emprenia nombroses expedicions militars de conquesta ("og eignaðist mörg ríki") i posseïa la virtut de no perdre una sola batalla. Quan ell no hi era, els seus dos germans, Vili i Vé regien l'Ásaland des d'Asgard.
En el capítol V, l'Snorri diu que marcant la frontera de la Gran Suècia hi havia una serralada que anava del nord-est en direcció al sud-oest i que la seva part meridional no es trobava lluny de les terres dels turcs o Tyrkland, on Odin tenia vastes possessions. Aquestes muntanyes, atès el context, només poden ser les Muntanyes del Caucas.
Davant el fet que els  Rúmverjahöfðingjar, els cabdills romans, estaven sotmetent tots els pobles del món a llur poder, l'Odin, per fugir d'ells, i pel fet que gràcies als seus dons de profeta i mag ("fyrir því að Óðinn var forspár og fjölkunnigur " ‘per tal com l'Odin era profeta i versat en màgia) sabia que els seus descendents havien de viure a la part septentrional del món, va marxar cap al nord, des de les terres de l'Ásaland, amb tots els díar i mikið mannfólk ‘una gran multidud’. Marxant cap a l'oest, va travessar Garðaríki i després va fer cap al Saxland, les terres dels saxons. Aquí va dur a terme una intensa campanya de conquestes ("Hann eignaðist ríki víða um Saxland" ‘es va apoderar de regnes pertot arreu del Saxland’), la defensa dels quals va confiar als seus fills (no s'esmenta qui són, però podem pressumir que es tracta dels cabdills saxons que feien remuntar llurs respectives genealogies al Wôdan, l'equivalent saxó del déu norrè Odin). Finalment, després de sentir a dir que hi havia bones terres a l'est, en els dominis del rei Gylfi a Escandinàvia, s'hi dirigí i s'hi establí.
En el procés d'euhemerització al qual l'Snorri el sotmet a la Història dels inglings, l'Odin hi perd el seu caràcter de pantòpator o pare de tots, i de déu sobirà suprem, per passar a ésser descriti com un gran guerrer, mag i profeta. En els capítols VI i VII Ide l'obra, l'Snorri ens descriu els seus dons i talents: Podia canviar de forma ("Óðinn skipti hömum"), parlava només en vers, i parlava tan bé i amb tanta d'eloqüència que tot el que deia sembla cert. Tenia el poder de fer tornar cecs o sords o presos d'esglai els seus enemics ("Óðinn kunni svo gera, að í orustu urðu óvinir hans blindir eða daufir eða óttafullir"), mentre que els seus propis homes, els bersercs lluitaven sense armadura, presos d'un furor semblant al dels gossos o al dels llops, els feia tornar forts com a óssos o toros i ni el foc ni el ferro els podia fer cap mal. Posseïa una nau, Skíðblaðnir, que es podia plegar com unes estovalles quan no s'utilitzava, i amb la qual travessa la mar. Tenia dos corbs que havia ensenyat a parlar i que volaven pertot arreu i després li contaven el que havien vist i sentit. A prop d'ell sempre hi tenia el cap del vani Mímir "Óðinn hafði með sér höfuð Mímis og sagði það honum mörg tíðindi úr öðrum heimum" ‘l'Odin tenia al seu costat el cap d'en Mímir, i aquest cap li contava moltes de coses que passaven als altres mons’.
En el capítol IX de l'obra l'Snorri conta que l'Odin va morir de malaltia a Suècia i que abans de morir, es va fer marcar el seu símbol amb la punta d'una llança i tot seguit va dir que en morir aniria a Goðheimr on donaria la benvinguda als seus amics. Un cop mort, i sempre segons el relat de l'Snorri, el seu cos fou cremat amb les seves possessions "Óðinn var brenndur dauður og var sú brenna ger allvegleg. Það var trúa þeirra að því hærra sem reykinn lagði í loftið upp, að því háleitari væri sá í himninum er brennuna átti og þess auðgari er meira fé brann með honum" ‘L'Odin, ja mort, fou cremat i aquesta incineració fou sumptuosíssima ja que era llur creença que, com més alt s'enlairés el fum en el cel, més preeminent seria en el cel el qui era incinerat i més acabalat com més béns es cremessin amb ell’. Snorri afegeix tot seguit (capítol IX): "Nú hugðu Svíar að hann væri kominn í hinn forna Ásgarð og mundi þar lifa að eilífu" ‘els suecs aleshores pensaren que havia anat a l'antic Asgard i que allà hi viuria per sempre".

## Remarques
1. ↑  O Malgovernant. El malnom, tanmateix, també es podria interpretar com a Malsconsells, Malaconsellat.
2. ↑  Kvísl és "bifurcació, braç de riu o, en la seva part final, delta: Tanakvísl, per tant, no vol dir res més que el delta del riu Don".
3. ↑  Llatí: Tănăĭs -is, masc. Grec: ὁ Τάναϊς Τανάϊδος.
4. ↑  Tot i que l'Snorri no les esmenta pel nom, es tracta sens dubte dels Rhipaei (o Rhiphaei) montes de l'antiguitat romana.
5. ↑  Svíþjóð hin mikla eða hin kalda.
6. ↑  Norrè occidental antic: Vanakvíslir.
7. ↑  "Fjallgarður mikill gengur af landnorðri til útsuðurs. Sá skilur Svíþjóð hina miklu og önnur ríki. Fyrir sunnan fjallið er eigi langt til Tyrklands. Þar átti Óðinn eignir stórar" ‘Una gran serralada, que s'estén del nord-est cap sud-oest, separa la Gran Suècia dels altres regnes. Al sud d'aquestes muntanyes, no lluny d'elles, s'hi troba Tyrkland o Turquia, on l'Odin posseïa vastos dominis’
8. ↑  "Önnur var sú að hann talaði svo snjallt og slétt að öllum er á heyrðu þótti það eina satt".
9. ↑  Sagði hann sig mundu fara í Goðheim og fagna þar vinum sínum.